# Echus Montes
Echus Montes é uma grande montanha em Marte localizada no quadrângulo de Lunae Palus nas coordenadas 6.8° norte, 78.2° oeste.